# 322 v. Chr.
Portal Geschichte | Portal Biografien | Aktuelle Ereignisse | Jahreskalender | Tagesartikel

◄ |
5. Jahrhundert v. Chr. |
4. Jahrhundert v. Chr. |
3. Jahrhundert v. Chr. |
►

◄ | 340er v. Chr. | 330er v. Chr. | 320er v. Chr. | 310er v. Chr. |
300er v. Chr. |
►

◄◄ | ◄ | 325 v. Chr. | 324 v. Chr. | 323 v. Chr. | 322 v. Chr. |
321 v. Chr. |
320 v. Chr. |
319 v. Chr. |
► |
►►

## Ereignisse

### Politik und Weltgeschehen

#### Reich Alexanders des Großen
siehe Hauptartikel Reich Alexanders des Großen
- Frühjahr: Der makedonische Feldherr Leonnatos eilt aus Asien mit Entsatztruppen herbei, um dem während des Lamischen Krieges von den aufständischen Griechen in Lamia eingeschlossenen Antipatros zu Hilfe zu kommen. Die Belagerung wird gesprengt, doch fällt Leonnatos im Kampf.
- September: In der Seeschlacht bei Amorgos besiegt die makedonische Flotte die Flotte Athens.
- 5. September: Schlacht von Krannon: Die Makedonier unter Krateros siegen im Lamischen Krieg entscheidend über Athen, das daraufhin kapituliert. Demosthenes flieht nach Kalaureia, wo er, von den Makedoniern verfolgt, Selbstmord begeht.
- Nach dem Sieg über Athen wendet sich Antipater gegen die mit diesem verbündeten Aitoler. Er schließt mit ihnen allerdings Frieden, als er Ende des Jahres in Konflikt mit Perdikkas gerät.
- Dezember: Perdikkas wendet sich von Antipaters Tochter Nikaia ab, um Kleopatra, die Schwester Alexanders des Großen, zu heiraten; damit entfremdet er sich von Antipater.
- Gegen den Anspruch des Perdikkas auf Regentschaft im Alexanderreich bildet sich eine Koalition aus Antipater, Krateros, Antigonos I. Monophthalmos und Ptolemaios I.; wichtigster Verbündeter des Perdikkas ist Eumenes.

#### Asien
- Die Herrschaft des Chandragupta Maurya im indischen Maurya-Reich beginnt. Er löst die Nanda-Dynastie ab.

### Wissenschaft und Technik
- Theophrastos von Eresos wird nach dem Tod des Aristoteles Haupt des von diesem begründeten Peripatos.

## Gestorben
- Ariarathes I., Herrscher von Kappadokien (* um 405 v. Chr.)
- Aristoteles, griechischer Philosoph (* 384 v. Chr.)
- Demosthenes, griechischer Redner, tötet sich in Kalaureia (* 384 v. Chr.)
- Hypereides, griechischer Redner und Politiker (* um 390 v. Chr.)
- Kleomenes von Naukratis, makedonischer Politiker
- Leonnatos, makedonischer Feldherr (* um 360 v. Chr.)